# スティーブ・ロバートソン (レーサー)
スティーブ・ロバートソン（Steve Robertson、1964年7月4日 - ）は、イギリスのレーシングドライバー。

## 経歴
1989年から3年間イギリスF3選手権（1990年の3位を含む）で過ごした後、1992年の国際F3000選手権に参戦したが、ポイントを獲得できなかった。1993年のインディ・ライツではルーキー・オブ・ザ・イヤーを受賞し、これに続いて1994年にも参戦した（両方ともタスマンモータースポーツ）。彼は2年間のシリーズで7勝を挙げ、チャンプカー/インディカーで参戦したことのない3人のインディ・ライツチャンピオンの1人である。
その後、1996年のイギリスツーリングカー選手権（BTCC）にフォード・モンデオで参戦。しかしクルマは競争力がなく、チャンピオンシップではわずか2ポイントで20位で終えた。ドニントン・パークでのシーズン初のレースで、彼はチームメイトのポール・ラディシッチの前でスピンし、ラディシッチは彼との衝突を避けられなかった。 
レース後、ロバートソンは父親のデイブと一緒に若いドライバーをマネジメントし、ジェンソン・バトンをF1へステップアップした後、キミ・ライコネンを引き受け、後にイギリスのフォーミュラ・ルノーから翌年のザウバーからF1へ参戦することになった。ロバートソンは彼のキャリアを通してライコネンを管理し続けた。 
2004年11月、ライコネンとロバートソンは、イギリス・フォーミュラ3 インターナショナルシリーズのレーシングチーム、ライコネン・ロバートソン・レーシングを立ち上げ、アイルトン・セナのF1エンジニアであるジェームズ・ロビンソンの助けを借りた2006年では、「ダブルR」がマイク・コンウェイとともにメインチャンピオンシップクラスで優勝した。

## レース戦績

### イギリスツーリングカー選手権
| 年     | チーム                       | 使用車両           | 1         | 2         | 3        | 4        | 5         | 6         | 7         | 8        | 9        | 10       | 11       | 12       | 13       | 14       | 15        | 16       | 17       | 18       | 19        | 20       | 21        | 22       | 23       | 24       | 25        | 26        | 順位 | ポイント |
| ------ | ---------------------------- | ------------------ | --------- | --------- | -------- | -------- | --------- | --------- | --------- | -------- | -------- | -------- | -------- | -------- | -------- | -------- | --------- | -------- | -------- | -------- | --------- | -------- | --------- | -------- | -------- | -------- | --------- | --------- | ---- | -------- |
| 1996年 | バルボリン・チーム・モンデオ | フォード・モンデオ | DON 1 Ret | DON 2 DNS | BRH 1 12 | BRH 2 12 | THR 1 Ret | THR 2 Ret | SIL 1 Ret | SIL 2 13 | OUL 1 10 | OUL 2 13 | SNE 1 13 | SNE 2 10 | BRH 1 12 | BRH 2 17 | SIL 1 Ret | SIL 2 12 | KNO 1 12 | KNO 2 12 | OUL 1 Ret | OUL 2 12 | THR 1 Ret | THR 2 14 | DON 1 16 | DON 2 17 | BRH 1 DNS | BRH 2 DNS | 20位 | 2        |